# Cylindroiulus latro
Cylindroiulus latro är en mångfotingart som först beskrevs av Carl Graf Attems 1927.  Cylindroiulus latro ingår i släktet Cylindroiulus och familjen kejsardubbelfotingar. Inga underarter finns listade i Catalogue of Life.